# Tectaria subsageniacea
Tectaria subsageniacea là một loài dương xỉ trong họ Tectariaceae. Loài này được Christ Christenh. mô tả khoa học đầu tiên năm 2010.